# Culex carioca
Culex carioca är en tvåvingeart som beskrevs av Lane och Charles Otis Whitman 1951. Culex carioca ingår i släktet Culex och familjen stickmyggor. Inga underarter finns listade i Catalogue of Life.